# José Ángel Pozo la Rosa
José Ángel Pozo la Rosa, més conegut com a José Ángel Pozo o José Pozo, (Màlaga, 15 de març del 1996) és un futbolista professional andalús que juga com a migcampista atacant o davanter. Ha estat internacional amb la selecció d'Espanya en les categories sub-16, sub-17, sub-18 i sub-19. Va ser inclòs als 50 millors futbolistes sub-18 del món segons mitjà Goal.com el 2014 José a part de la seva carrera futbolista també a protagonitzat alguns anuncis de publicitat, com per exemple l'anunci de Colacao l'agost de 2015 al costat del seu company Pablo Maffeo.

## Categories inferiors
El malagueny es va formar en les categories inferiors del Real Madrid Club de Futbol, on va romandre fins a la categoria de cadet, data en la qual es va incorporar a la disciplina del conjunt anglès del Manchester City Football Club per jugar en les seves categories inferiors i equip de reserves.

### Manchester City FC
Va arribar a la ciutat de Manchester el 2012. Va defensar el club en la Lliga Juvenil de la UEFA 2013-14 on va disputar 4 partits i va marcar un gol, però van quedar eliminats en quarts de final pel Sport Lisboa e Benfica. Ja en la temporada següent, va participar de la Lliga Juvenil de la UEFA 2014-15 en la qual va jugar 6 partits i va marcar 3 gols però novament van perdre en quarts de final, aquesta vegada contra l'Associazione Sportiva Roma.
Va debutar com a professional el 24 de setembre de 2014 enfront del Sheffield Wednesday Football Club en la Copa de la Lliga. Després de substituir en el minut 64 a Iaia Touré, va mostrar un bon nivell, i al minut 88 va marcar el primer gol de la seva carrera, finalment van guanyar 7-0.
Va tenir el seu debut en la Premier League el 3 de desembre en el partit contra el Sunderland Association Football Club, substituint en el minut 83 a Samir Nasri, que va finalitzar amb un 4-1 favorable als citizens. Després de trobada va jugar dues més en tota la temporada.
Va realitzar la pretemporada amb el primer planter del Manchester City, lluitant per obtenir-hi un lloc en la temporada 2015-16. Va jugar 2 partits amistosos, contra el Melbourne City i contra la selecció del Vietnam, en l'últim van guanyar 8 a 1, Pozo va marcar l'últim gol. Va començar la temporada defensant el Manchester City en la Premier League sub-21. No va ser considerat pel tècnic del primer planter, per la qual cosa va deixar el club anglès per tornar a Espanya.

### UD Almeria
El 31 d'agost de 2015, últim dia al mercat de traspassos per a la temporada 2015-16, es va concretar la seva tornada a Espanya, per defensar a la Unión Deportiva Almería en la Segona Divisió.
Va debutar amb la samarreta de l'Almeria el 6 de setembre contra l'Osasuna, va entrar en el minut 87 per Eldin Hadžić, el matx estava empatat 1 a 1, però Pozo va marcar un gol des de fora de l'àrea tan sols un minut després, la qual cosa va tancar la victòria per 2 a 1. Primordials per tractar aconseguir la salvació de l'equip d'Almeria van ser els seus gols a l'Albacete i al Bilbao Athletic.

### Rayo Vallecano
El 27 de juliol de 2018, Pozo va signar contracte per cinc anys amb el Rayo Vallecano, de primera divisió espanyola. Va debutar amb el seu nou club el 19 d'agost, com a titular en una derrota per 1–4 a casa contra el Sevilla FC.